# Euspinolia militaris
Euspinolia militaris és una espècie d'himenòpter apòcrit de la família dels mutíl·lids. Tot i que no és un formícid, a vegades se l'ha referit amb el nom de formiga panda.

## Descripció
Aquesta espècie va ser descoberta el 1938 i habita als boscos xilens esclerofil·les. S'ha denominat la formiga panda a causa de la seva coloració; amb la capa blanca que cobreix tot el cap, excepte els ulls, i taques blanques i negres que apareixen a la resta del cos. La coloració és aposemàtica i serveix per alertar als depredadors de la seva dolorosa i potent picada. Les femelles no tenen ales i els mascles tenen ales. Mesuren fins a 8 mil·límetres de longitud. Són ectoparàsits de larves madures o prepupal d'altres insectes, igual que altres mutíl·lids, amb les femelles que utilitzen l'ovipositor per inserir els ous a les cèl·lules de l'hoste i per picar (per a la defensa).
Igual que altres mutil·lids, durant l'aparellament es presumeix que els mascles enlairen les femelles i es procedeixen a l'aparellament a l'aire.

## Estridulació
Aquesta espècie produeix so en resposta a les amenaces de depredadors potencials mitjançant l'estridulació, com ho fan altres mutil·lids, tot i que aquesta espècie és inusual per tenir un component ultrasònic fort als sons que produeix.